# .nz
.nz là tên miền quốc gia cấp cao nhất (ccTLD) của New Zealand. Được quản lý bởi InternetNZ thông qua Ủy viên Hội đồng Tên miền. Việc đăng ký được thực hiện thông qua các nhà đăng ký ủy quyền. Có trên 244.608 tên miền.nz được đăng ký. Nhà quản lý cơ quan đăng ký trước đây là Domainz, một công ty con của InternetNZ.

## Tên miền cấp 2
Cũng giống như phần lớn các nước nói tiếng Anh ngoài Mỹ, có nhiều tên miền con xác định người dùng là công ty, tổ chức phi lợi nhuận hay cơ quan chính phủ.
Không giống như các nước nói tiếng Anh khác, New Zealand sử dụng 'govt' thay vì 'gov' cho các cơ quan chính phủ, thành 'govt.nz'. Cũng có các tên miền con chỉ có ở New Zealand, như 'iwi.nz' iwi dành cho nhóm thổ dân Māori truyền thống (cũng như 'maori.nz') và 'geek.nz' dành cho 'geeks'.
Những tên miền cấp 2 sau được dùng với mô tả chính thức.

### Có giới hạn
- .cri.nz — Các Viện nghiên cứu Hoàng gia.
- .govt.nz — Tổ chức chính quyền quốc gia, khu vực và địa phương hoạt động với quyền lực theo pháp luật. Việc đăng ký chỉ có thể thông qua nhà đăng ký chính phủ, DNS.govt.nz.
- .iwi.nz — Một bộ lạc Māori truyền thống, hapu, hoặc nhóm người Taurahere. Có ở register.iwi.nz Lưu trữ ngày 24 tháng 7 năm 2011 tại Wayback Machine.
- .parliament.nz - Dự trữ cho các cơ quan nghị viện, văn phòng Nghị viên, và các đáng chính trị trong quốc hội và các thành viên được bầu.
- .mil.nz — Tổ chức quân đội của Chính phủ New Zealand.

### Không giới hạn
- .ac.nz — Các viện giáo dục thứ ba và các tổ chức liên quan
- .co.nz — Các tổ chức có mục đích lợi nhuận
- .geek.nz — Dành cho những người tập trung, chuyên nghiệp kỹ thuật và hư cấu tinh thông máy tính
- .gen.nz — Các cá nhân và tổ chức khác không thuộc các nhóm nào khác
- .maori.nz — Người, nhóm người và tổ chức của người Māori
- .net.nz — Tổ chức và người cung cấp dịch vụ có liên quan trực tiếp đến Internet New Zealand
- .school.nz — Các trường học tiểu học, cấp 2 và mẫu giáo và các tổ chức có liên quan

### Sử dụng trước đây
Tên miền archie.nz cũng tồn tại cho Máy chủ của máy truy tìm Archie điều hành bởi Đại học Waikato cho đến giữa thập niên 1990.
Vì chỉ có vài tên miền là có mức độ, có thể đăng ký tên miền ở ngoài khu vực dự kiến.